# Liste der Pfarren im Dekanat Deutschlandsberg

## Entwicklung
Das Dekanat Deutschlandsberg war ein Dekanat der römisch-katholischen Diözese Graz-Seckau. Es entstand aus der neuen Dekanatsstruktur per 1. September 1972 (tatsächliche Besetzung mit 3. Oktober 1973, weil die Pensionierung eines Vorgängers abgewartet wurde), sein erster Dechant war der damalige Pfarrer von Deutschlandsberg, Johann Kollar. Bereits früher hatte es im Rahmen verschiedener Reformen Kreisdekanate und Landdekanate für die Pfarren dieses Gebietes gegeben, die ihren Sitz (neben Groß St. Florian und Schwanberg) auch in Deutschlandsberg hatten, so von 1828 bis 1834, von 1842 bis 1848, 1899 bis 1903 und wieder ab 1904 (1905: „Landdechantei“) oder (als Kreisdekanat Weststeiermark) ab 1. Oktober 1961. Vorläufer der Dekanatsgliederung waren die Archidiakonate, von denen die Archidiakonate Groß St. Florian u. a. für das Gebiet von bzw. um Deutschlandsberg, das Archidiakonat Hengsberg für Preding, St. Stefan und Stainz und das Archidiakonat Straßgang für das Gebiet von Eibiswald zuständig waren. Die Archidiakonate wurden im Zug der Reformen unter Kaiser Josef II. abgeschafft, danach waren für die Pfarren im Gebiet von Deutschlandsberg die Kreisdiakonate St. Florian, Leibnitz (Eibiswald, Saggautal), Marburg (für die Soboth) und Straßgang (Stainztal und Preding) zuständig.
Das Dekanat Deutschlandsberg im hier dargestellten Umfang bestand bis 31. August 2018, seit seiner Auflassung gehören seine Pfarren in der Region „Südweststeiermark“ zum Seelsorgeraum (SR) „Schilcherland“.
Kreisdechanten und Dechanten ab 1786 waren:
- 1786–1787 Simon Klatnigg
- 1787–1800 Josef Wilfing
- 1800–1819 Michael Rieger
- 1819–1825 Matthias Gaisch
- 1826–1827 Joseph Kramer
- 1827–1833 Michael Schwarzl
- 1833–1834 Unbesetzt
- 1835 Carl Gangl
- 1835–1841 Unbesetzt
- 1842–1847 Gregor Lacheiner
- 1847–1848 Mathias Jauk
- 1848–1849 Peter Schrey
- 1849–1855 Unbesetzt
- 1856–1866 Anton Ernst Jovan
- 1867 Franz Schweitzer
- 1867–1868 Josef Wallner
- 1868–1869 Unbesetzt
- 1869–1899 Josef Wallner
- 1899–1903 August Bossi
- 1903–1904 Josef Kiendl
- 1904–1907 Rudolf Schelch
- 1907–1939 Josef Kiendl
- 1939–1952 Johann Kern
- 1952–1961 Franz Tropper
- 1961–1973 Karl Hansmann
- 1973–2003 Johann Kollar
- 2003–2007 Rainer Matthäus Parzmair
- 2007–2018 Friedrich Trstenjak

## Pfarren mit Kirchengebäuden
| Pfarre                                          | ehemalige Pfarrverbände                                                                                        | Patrozinium                         | Kirchengebäude | Bild                                |
| ----------------------------------------------- | --- | ----------------------------------- | --- | ----------------------------------- |
| Bad Gams                                        | Stainz – Bad Gams                                                                                              | Hl. Bartholomäus                    | Pfarrkirche Bad Gams | Pfarrkirche Bad Gams                |
| Deutschlandsberg                                | Deutschlandsberg – Frauental an der Laßnitz – Maria Osterwitz – St. Jakob in Freiland – St. Oswald in Freiland | Allerheiligen                       | Pfarrkirche Deutschlandsberg Kirche St. Ulrich am Ulrichsberg, Schlosskapelle St. Josef im Schloss Frauental, Kapelle im Landeskrankenhaus | Pfarrkirche Deutschlandsberg        |
| Eibiswald                                       | Eibiswald – Soboth – St. Lorenzen ob Eibiswald – St. Oswald ob Eibiswald                                       | Maria in den Dornen                 | Pfarrkirche Eibiswald Filialkirche hl. Kreuz in Eibiswald, Filialkirche hl. Antonius der Einsiedler in Bachholz, Kapelle Herz Jesu im Schloss Eibiswald, Kapelle hl. Maria im Altenheim der Persutti-Stiftung, Kapelle St. Anton von Padua in Buchenberg, Kapelle hl. Maria in Pitschgau | Pfarrkirche Eibiswald               |
| Frauental an der Laßnitz                        | Deutschlandsberg – Frauental an der Laßnitz – Maria Osterwitz – St Jakob in Freiland – St. Oswald in Freiland  | Mutterschaft Mariens                | Pfarrkirche Mutterschaft Mariens (Frauental an der Laßnitz) Kapelle Gekreuzigter Heiland in Frauental, Kapelle Mariahilf in Schamberg | Pfarrkirche Frauental               |
| Glashütten                                      | St. Peter im Sulmtale – Glashütten – Trahütten                                                                 | Mariä Namen                         | Pfarrkirche Glashütten | Pfarrkirche Glashütten              |
| Gleinstätten                                    | Gleinstätten – St. Andrä im Sausal – St. Martin im Sulmtale                                                    | Hl. Michael                         | Pfarrkirche Gleinstätten Kirche St. Georgen Lukowitsch, Kapelle Maria vom guten Rate in Neubaumgarten in Sausal, Kapelle St. Johann und Paul in Distelhof, Kapelle Unbefleckte Empfängnis in Graschach | Pfarrkirche Gleinstätten            |
| Groß St. Florian                                | Groß St. Florian – Wettmannstätten                                                                             | Hl. Florian                         | Pfarrkirche Groß St. Florian Kapelle Maria von der immerwährenden Hilfe in Mettersdorf, Kapelle Gegeißelter Heiland in Michlgleinz, Kapelle Herz Jesu in Lasselsdorf, Kapelle Maria Schutz in Sulzhof, Kapelle Gegeißelter Heiland in Krottendorfgleinz, Kapelle Maria Königin des Friedens in Lebing, Kapelle Maria Fatima in Unterbergla, Kapelle Maria Hilf in Holzbaueregg, Kapelle Gekreuzigter Heiland in Tanzelsdorf, Kapelle Unbefleckte Empfängnis in Vochera, Kapelle hl. Kreuz in Hasreith | Pfarrkirche Groß St. Florian        |
| Hollenegg                                       | | Hl. Ägidius                         | Pfarrkirche Hollenegg Patrizikirche Hollenegg, Wolfgangikirche Hollenegg | Pfarrkirche Hollenegg               |
| Maria Osterwitz                                 | Deutschlandsberg – Frauental an der Laßnitz – Maria Osterwitz – St. Jakob in Freiland – St. Oswald in Freiland | Schmerzhafte Mutter Gottes          | Pfarrkirche Maria Osterwitz | Pfarrkirche Maria Osterwitz         |
| Pölfing-Brunn                                   | Wies – Pölfing-Brunn – St. Ulrich in Greith                                                                    | Maria Königin                       | Pfarrkirche Pölfing-Brunn | Pfarrkirche Pölfing-Brunn           |
| Preding                                         | | Maria in den Dornen                 | Pfarrkirche Preding Kapelle Maria Lourdes in Pöls, Maria vom Siege in Wieselsdorf | Pfarrkirche Preding                 |
| Bad Schwanberg                                  | Bad Schwanberg – St. Anna ob Schwanberg – Wiel                                                                 | Hl. Johannes der Täufer             | Pfarrkirche Schwanberg Kapelle Mariä Verkündigung im Schloss Schwanberg, Josefikirche Schwanberg, Klosterkirche Schwanberg als ehemalige Kapuzinerkirche hl. Schutzengel | Pfarrkirche Schwanberg              |
| Soboth                                          | Eibiswald – Soboth – St. Lorenzen ob Eibiswald – St. Oswald ob Eibiswald                                       | Hl. Jakobus der Ältere              | Pfarrkirche Soboth Filialkirche St. Leonhard in Zambichl, Kapelle in Laaken | Pfarrkirche Soboth                  |
| St. Andrä im Sausal                             | Gleinstätten – St. Andrä im Sausal – St. Martin im Sulmtale                                                    | Hl. Andreas                         | Pfarrkirche St. Andrä im Sausal Kapelle St. Markus in Neudorf im Sausal | Pfarrkirche St. Andrä               |
| Stainz                                          | Stainz – Bad Gams                                                                                              | Hl. Katharina                       | Pfarrkirche Stainz | Stiftskirche Stainz                 |
| Sankt Anna ob Schwanberg                        | Schwanberg – St. Anna ob Schwanberg – Wiel                                                                     | Hl. Anna                            | Pfarrkirche St. Anna ob Schwanberg | Pfarrkirche St. Anna                |
| Sankt Jakob in Freiland                         | Deutschlandsberg – Frauental an der Laßnitz – Maria Osterwitz – St. Jakob in Freiland – St. Oswald in Freiland | Hl. Jakobus der Ältere              | Pfarrkirche Freiland bei Deutschlandsberg | Pfarrkirche Freiland                |
| Sankt Josef/Weststeiermark                      | St. Stefan ob Stainz – St. Josef/Weststeiermark                                                                | Hl. Josef                           | Pfarrkirche Sankt Josef (Weststeiermark) | Pfarrkirche Sankt Josef             |
| Sankt Lorenzen ob Eibiswaldl                    | Eibiswald – Soboth – St. Lorenzen ob Eibiswald – St. Oswald ob Eibiswald                                       | Hl. Laurentius                      | Pfarrkirche Sankt Lorenzen ob Eibiswald | Pfarrkirche Sankt Lorenzen          |
| Sankt Martin im Sulmtal                         | Gleinstätten – St. Andrä im Sausal – St. Martin im Sulmtale                                                    | Hl. Martin                          | Pfarrkirche Sankt Martin im Sulmtal | Pfarrkirche St. Martin              |
| Sankt Oswald in Freiland                        | Deutschlandsberg – Frauental an der Laßnitz – Maria Osterwitz – St. Jakob in Freiland – St. Oswald in Freiland | Hl. Oswald                          | Pfarrkirche St. Oswald in Freiland | Pfarrkirche St. Oswald in Freiland  |
| Sankt Oswald ob Eibiswald                       | Eibiswald – Soboth – St. Lorenzen ob Eibiswald – St. Oswald ob Eibiswald                                       | Hl. Oswald                          | Pfarrkirche Sankt Oswald ob Eibiswald | Pfarrkirche St. Oswald ob Eibiswald |
| Sankt Peter im Sulmtal                          | St. Peter im Sulmtale – Glashütten – Trahütten                                                                 | Hl. Petrus                          | Pfarrkirche St. Peter im Sulmtal | Pfarrkirche St. Peter               |
| Sankt Stefan ob Stainz                          | St. Stefan ob Stainz – St. Josef/Weststeiermark                                                                | Hl. Stefan                          | Pfarrkirche Sankt Stefan ob Stainz | Pfarrkirche Sankt Stefan            |
| St. Ulrich in Greith in Sankt Martin im Sulmtal | Wies – Pölfing-Brunn – St. Ulrich in Greith                                                                    | Hl. Ulrich                          | Pfarrkirche St. Ulrich in Greith | Pfarrkirche St. Ulrich              |
| Trahütten                                       | St. Peter im Sulmtale – Glashütten – Trahütten                                                                 | Hl. Nikolaus                        | Pfarrkirche Trahütten | Pfarrkirche Trahütten               |
| Wettmannstätten                                 | Groß St. Florian – Wettmannstätten                                                                             | Hl. Valentin                        | Pfarrkirche Wettmannstätten | Pfarrkirche Wettmannstätten         |
| Wiel                                            | Schwanberg – St. Anna ob Schwanberg – Wiel                                                                     | Hl. Katharina                       | Pfarrkirche Wiel | Pfarrkirche Wiel                    |
| Wies                                            | Wies – Pölfing-Brunn – St. Ulrich in Greith                                                                    | Gegeißelter Heiland, Herz-Jesu-Fest | Pfarrkirche Wies | Pfarrkirche Wies                    |

## Dekanat Deutschlandsberg

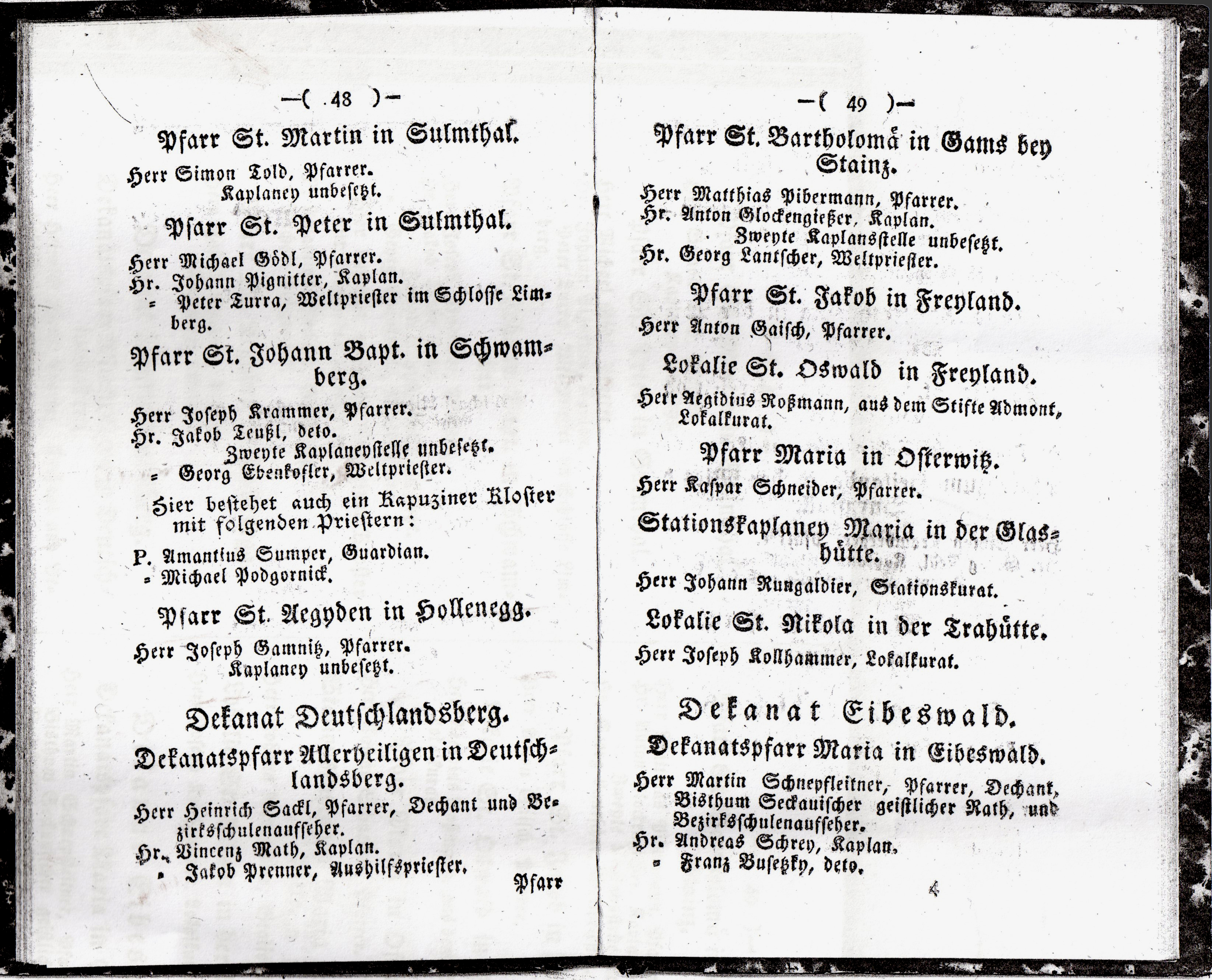
1817 umfasste das Dekanat nur wenige Pfarren

Das Dekanat umfasste 29 Pfarren und war damit das größte Dekanat der Diözese gemessen an der Zahl der Pfarren.